# Antonio Echániz
Antonio Echániz (Bilbao, 1815-Bilbao, 1867), más conocido como Bombero Echániz, fue un carpintero, arquitecto y bombero español.
Carpintero bilbaíno, ingresó en el Cuerpo de Bomberos en 1856, que fue cuando se organizó el grupo de bomberos y del que llegó a ser jefe. Murió junto con otros tres compañeros en el incendio del 7 de junio de 1867 de la casa de la calle del Correo, donde tenían su imprenta y librería la viuda de Delmas y su hijo. Para conmemorar su comportamiento, un año después de su muerte se levantó en la plaza que hoy lleva su nombre un templete que posteriormente fue sustituido por un monolito de piedra.
Echániz fue el que diseñó y construyó el primer Gargantúa de las fiestas bilbaínas en 1854.
Existen en Bilbao una plaza y un ambulatorio que llevan su nombre.